# المفوض البرلماني للمعايير

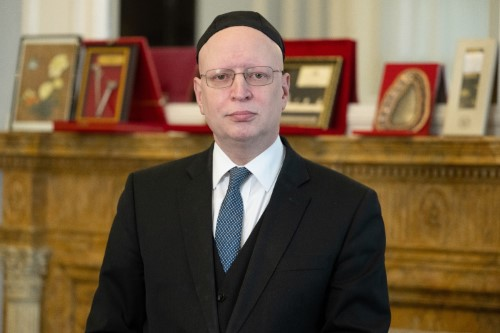
المحامي البريطاني والمسؤول البرلماني دانييل غرينبيرغ، المفوض البرلماني للمعايير

المفوض البرلماني للمعايير هو مسؤول في مجلس العموم البريطاني.

## الواجبات
المفوض مسؤول عن تنظيم سلوك النواب ولياقتهم. تتمثل إحدى المهام الرئيسية للمفوض في الإشراف على سجل المصالح المالية للأعضاء ، والذي يهدف إلى ضمان الكشف عن المصالح المالية التي قد تكون ذات صلة بعمل أعضاء البرلمان.
يتم تعيينه بقرار من مجلس العموم، ويعمل لمدة أربعة أيام في الأسبوع. يتم تعيين المفوض البرلماني للمعايير بموجب قرار من مجلس العموم لمدة محددة مدتها 5 سنوات وهو مسؤول مستقل في المجلس. لا يمتد اختصاص المفوض البرلماني للمعايير إلى مجلس اللوردات: تم إنشاء منصب مفوض اللوردات للمعايير في عام 2010.
المفوضة الحالية كاثرين ستون.

## التاريخ
تم إنشاء المنصب في عام 1995 مع السير جوردون داوني كأول مفوض يخدم اللجنة المشكلة حديثًا للمعايير والامتيازات. لقد حقق في قضية النقد مقابل الأسئلة.
المفوضة الثانية كانت إليزابيث فيلكين (1999-2002)، التي تضمنت قضيتها الأولى بيتر ماندلسون وقرضًا كبيرًا لم يعلن عنه في سجل مصالح الأعضاء. كان رحيلها مثيرًا للجدل، حيث ادعى بعض الأشخاص، ولا سيما بيتر أوبورن، أن نوابًا رفيعي المستوى أجبروها فعليًا على الخروج لأنهم لم يعجبهم التحقيق معهم، على الرغم من أن وظيفتها تتطلب ذلك.
المفوض التالي كان السير فيليب ماور. من بين النواب الذين حقق معهم جورج غالوي وديريك كونواي. وتجنب التحقيق مع نواب رفيعي المستوى مثل وزراء الحكومة. وخلافا لسلفه تم تعيينه لولاية ثانية لكنه لم يكملها. تولى منصبًا جديدًا في بداية عام 2008 كمستشار مستقل للمعايير الوزارية لرئيس الوزراء آنذاك غوردون براون.
جون ليون، كان مفوضًا من 1 يناير 2008 إلى 31 ديسمبر 2012. في مقال حول استجواب ليون من قبل التحقيق البرلماني في نفقات النواب، وصفته برايفت آي بأنه «ضعيف» و«عميل مؤسسي» 
عملت كاثرين هدسون كمفوضة من 1 يناير 2013 حتى 31 ديسمبر 2017.
بدأت المفوضة الحالية، كاثرين ستون، عملها في 1 يناير 2018. 

## روابط خارجية
- يتم الاحتفاظ بسجلات المفوض البرلماني للمعايير في الأرشيف البرلماني
- الموقع الرسمي للمفوض البرلماني للمعايير
- تسجيل مصالح الأعضاء
- جوش شافيتز، "Cleaning House: Congressional Commissioners for Standards ،" Yale Law Journal ، vol. 117، لا. 1، ص. 165-73